# Cápasrác és Lávalány kalandjai
A Cápasrác és Lávalány kalandjai (eredeti cím: The Adventures of Sharkboy and Lavagirl in 3-D, címváltozatok: The Adventures of Sharkboy and Lavagirl, Sharkboy and Lavagirl) 2005-ös amerikai 3D-s szuperhős-kalandfilm, amelyet Robert Rodríguez rendezett. A főbb szerepekben Taylor Lautner, Taylor Dooley, Cayden Boyd, David Arquette, Kristin Davis és George Lopez látható. Az Amerikai Egyesült Államokban 2005. június 10-én jelent meg, Magyarországon 2005. október 6-án mutatták be az InterCom Zrt. forgalmazásában.

## Rövid történet
Max megteremti a Csúcs bolygó nevű képzeletbeli világot, hogy elmeneküljön az unalmas életéből. Egy napon Cápasrác és Lávalány megjelennek az iskolájában, és arra kérik, segítsen megmenteni a bolygót Mr. Electric gonosz terveitől.

## Szereplők
| Szereplő neve                        | Színész neve                                                                            | Magyar hang                                         |
| ------------------------------------ | --------------------------------------------------------------------------------------- | --------------------------------------------------- |
| Max                                  | Cayden Boyd                                                                             | Morvay Gábor                                        |
| Cápasrác                             | Taylor Lautner, Racer Rodriguez (Cápasrác 5 évesen, Rebel Rodriguez (Cápasrác 7 évesen) | Kilényi Márk, Morvay Bence (Cápasrác 5 és 7 évesen) |
| Lávalány                             | Taylor Dooley                                                                           | Tamási Nikolett                                     |
| Max apja                             | David Arquette                                                                          | Czvetkó Sándor                                      |
| Max anyja                            | Kristin Davis                                                                           | Kisfalvi Krisztina                                  |
| Mr. Elektroszmorgosz / Tobor / Jégőr | George Lopez                                                                            | Csuja Imre                                          |
| Marissa / Jéghercegnő                | Sasha Pieterse                                                                          | Kántor Kitty                                        |
| Cápa (hangja)                        | Robert Rodríguez                                                                        | Varga Tamás                                         |
| Cápasrác apja                        | Rico Torres                                                                             | Fehér Péter                                         |
| Srác az osztályteremben              | Marc Musso                                                                              | Szűcs Balázs                                        |
| Srác az osztályteremben              | Shane Graham                                                                            | Kardos Bence                                        |
| Srác az osztályteremben              | Tiger Darrow                                                                            | ?                                                   |
| Lug                                  | Rocket Rodriguez                                                                        | ?                                                   |

### Magyar változat
A szinkront a Mafilm Audio készítette.
- Szinkronrendező: Csörögi István
- Szövegfelolvasó: Bozai József

## Filmzene
A filmzenét Robert Rodriguez szerezte, John Debney és Graeme Revell közreműködésével. A filmzenei album a Filmtracks.com oldalon, a Music from the Movies honlapon és a SoundtrackNet oldalon is 2 pontot szerzett az ötből.
| 1.    | The Shark Boy                         |                                | 3:47 |
| 2.    | The Lava Girl                         |                                | 1:28 |
| 3.    | Max's Dream                           |                                | 1:37 |
| 4.    | Sharkboy and Lavagirl Return          |                                | 1:44 |
| 5.    | Planet Drool                          |                                | 2:12 |
| 6.    | Mount Never Rest                      |                                | 2:35 |
| 7.    | Passage of Time                       |                                | 1:30 |
| 8.    | Mr. Electric                          |                                | 1:09 |
| 9.    | Train of Thought                      |                                | 2:01 |
| 10.   | Dream Dream Dream Dream (Dream Dream) | Shark Boy and the Lava Girls   | 1:54 |
| 11.   | Stream of Consciousness               |                                | 1:33 |
| 12.   | Sea of Confusion                      |                                | 3:04 |
| 13.   | The LaLa's                            |                                | 1:09 |
| 14.   | The Ice Princess                      |                                | 2:51 |
| 15.   | Sharkboy vs. Mr. Electric             |                                | 0:55 |
| 16.   | Lavagirl's Sacrifice                  |                                | 2:10 |
| 17.   | The Light                             |                                | 2:21 |
| 18.   | Battle of the Dreamers                |                                | 1:21 |
| 19.   | Mr. Electric on Earth                 |                                | 1:15 |
| 20.   | Unplugged                             |                                | 1:12 |
| 21.   | The Day Dreamer                       |                                | 1:29 |
| 22.   | Sharkboy and Lavagirl                 | Ariel Abshire & The Lava Girls | 4:09 |
| 43:26 |                                       |                                |      |

## Fogadtatás
A film általánosságban negatív kritikákat kapott. A Rotten Tomatoes honlapján 19%-ot ért el 124 kritika alapján, és 4.33 pontot szerzett a tízből. Roger Ebert két pontot adott a filmre a maximális négyből.